# 追憶のヒロイン/イマージュな関係
「追憶のヒロイン/イマージュな関係」（ついおくのヒロイン/イマージュなかんけい）はWinkの13枚目のシングル。1991年12月16日にポリスターより発売された。

## 解説
Winkとしては現時点で初にして唯一の両A面シングル。二曲ともに日本テレビ系のアニメ『わたしとわたし ふたりのロッテ』（1991年11月9日 - 1992年9月5日放送）のオープニングおよびエンディング・テーマ曲として作成された、Wink初のアニメソングである。
エンディング・テーマ曲となった「追憶のヒロイン」は、作詞を及川眠子、作曲を門倉有希、編曲を門倉聡が担当。
オープニング・テーマ曲となった「イマージュな関係」は、作詞を及川眠子、作曲を松本俊明、編曲を門倉聡が担当した。
本作はWinkの「臨時シングル」として、前記アニメ放送開始より1ヶ月余り後の、1991年12月16日に発売。同年末近くに正規のシングルとして認められ、テレビの音楽番組でも歌唱することに決定したが、本シングルのリリース直後の時期に歌唱されたのは、専ら「追憶のヒロイン」であった。なお、アニメ版におけるデュオパートの中に、シングル化にあたってソロパートにされた個所がある。
オリコンチャートの週間ランキングでは、12月30日付の初登場5位を最高位とし、以後、100位以内には、翌1992年2月17日付の84位まで、7週連続ランクインした。同チャートの年間ランキングでは、1992年度において売上13.602万枚により138位となっている。

## 収録曲
- 全作詞：及川眠子、全編曲：門倉聡

1. 追憶のヒロイン
  - 作曲：門倉有希
2. イマージュな関係
  - 作曲：松本俊明

## 収録アルバム
- 追憶のヒロイン
  - Each side of screen
  - Raisonné
  - Wink Volume 2
  - WINK MEMORIES 1988-1996 - リマスタリング。
  - 東京ムービー･アンソロジー(4)1983～1991 - オムニバスアルバム、TVサイズを収録。

- イマージュな関係
  - Diary
  - Wink Volume 2
  - Back to front
  - 東京ムービー･アンソロジー(4)1983～1991 - オムニバスアルバム、TVサイズを収録。

## テレビ番組における歌唱
※ 在京キー局のテレビ番組の放送日は首都圏のもの。地方の系列局の放送日は異なる場合がある。
- 追憶のヒロイン

| 放送日 (曜日)         | 番組名                                           | 放送局     | 備考 |
| --------------------- | ------------------------------------------------ | ---------- | --- |
| 1991.12.27 (金)[5]    | ミュージックステーション[5]                      | テレビ朝日 | |
| 1992.01.02 (木)[注 2] | タモリ・山田邦子のヤマモリ音楽ステーション[注 2] | テレビ朝日 | Winkは同番組で、「きっと熱いくちびる」と「背徳のシナリオ」も山田邦子のコメディを交えつつ歌唱。 |
| 1992.01.10 (金)[6]    | ミュージックステーション[6]                      | テレビ朝日 | |
| 1992.01.31 (金)[注 3] | G-STAGE[注 3]                                    | フジテレビ | Winkは同番組でザ・ピーナッツの楽曲「情熱の花」も歌唱。 |
| 1992.02.02 (日)[注 4] | 歌謡びんびんハウス[注 4]                         | テレビ朝日 | Winkは同番組の次回2月9日(日)放送分にも出演[注 5]。 |
| 1992.02.15 (土)[注 6] | 加トちゃんケンちゃんごきげんテレビ[注 6]         | TBS        | |
| 1992.06.15 (月)[7]    | Winkコンサートツアー'92[7]                       | NHK BS2    | 同番組は1992年4月5日(日)に中野サンプラザで開催された「Sapphire」コンサートを収録したもの。 1993年1月3日(日)に再放送[8]。 ライブビデオ『WINK '92 CONCERT SAPPHIRE』（ポリスター、1992年9月26日）に本曲歌唱部分も収録。 |
- 衣装は、コンサート用のものを着用した1992年6月15日の『Winkコンサートツアー'92』以外、鈴木早智子が青色、相田翔子が黒色の衣装。

- イマージュな関係

| 放送日 (曜日)         | 番組名                             | 放送局 | 備考 |
| --------------------- | ---------------------------------- | ------ | --- |
| 1992.12.22 (火)[注 7] | Silent Night From Angels '92[注 7] | WOWOW  | Winkはコンサート用の衣装を着用して出演。 1993年10月19日(火)に再放送[注 8]。 同番組はビデオ『La Soirée D'anges 〜天使たちの夜会〜』（ポリスター、1993年6月25日）として商品化。『Wink Performance Memories ～30th Limited Edition～』（ポリスター、2019年4月24日）のボーナス映像としても収録。 |

## カバー
- 追憶のヒロイン
  - Yoo Yoo – 英語カバー。タイトルは「Acting Heroine Of Memories」。Yoo YooによるWinkの楽曲の英語カバーアルバム『WINK COLLECTION』（ポリスター、1992年9月26日）に収録。